# سفاين جاكوبسن
سفاين جاكوبسن (بالنرويجية البوكمول: Svein Jacobsen)‏ هو منافس ألعاب قوى نرويجي، ولد في القرن العشرين.